# Tobias Stephan
Tobias Stephan (Zürich, 1984. január 21. –) svájci profi jégkorongkapus.

## Karrier
A Dallas Stars választotta ki őt a 2002-es NHL-drafton a második kör 34. helyén. Először az EHC Churban majd a Kloten Flyersben játszott. Legtöbbet az AHL-ben játszott. Ő a negyedik svájci kapus az NHL-ben Pauli Jaks, David Aebischer és Martin Gerber mögött. 2007. október 13-án a Chicago Blackhawks ellen mutatkozott be az NHL-ben. A csapat hosszabbításban kikapott de Tobias 38 lövést hárított. 2009–2010-ben a Genève-Servette HC-ben játszott és 50 mérkőzésen lépett jégre.

## Nemzetközi szereplés

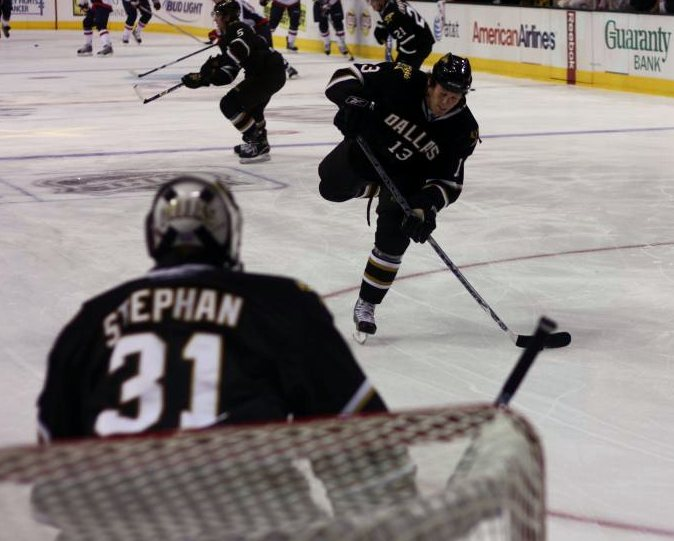
Tobias Stephan a kapuban

Az első nemzetközi mérkőzését a 2001-es U18-as jégkorong-világbajnokságon játszotta. 2002-ben már felsőbb korosztályban a juniorok között védte a hálót szintén világbajnokságon. Még ebben az évben újra részt vett az U18-asok világbajnokságán. 2003-ban megint a juniorok között szerepelt a világbajnokságon és ezután már a felnőttek között is játszhatott még ugyan ebben az évben szintén a világbajnokságon.

## Díjai
- Az U18-as junior-világbajnokság legjobb kapusa: 2001
- A svájci liga legjobb újonca: 2002